# Železobeton (glasbena skupina)
Železobeton so slovenska thrash metal skupina, ustanovljena leta 1988 v Murski Soboti. Po petih letih obstoja je razpadla, a se s prenovljeno postavo zopet združila leta 2006 in tako deluje še danes. Doslej so izdali en samostojen album, dve kompilaciji in en split EP. Vse so izdali v samozaložbi, le split je izšel v založbi Dirty Skunks.

## Zgodovina
Po dveh letih delovanja je skupina izdala svoj prvi in edini demo z naslovom Demo 1990. Naslednje leto je sledila prva kompilacija Sound of the Building Ground, ki je prejela pozitivne odzive. Leta 1993 je skupina uradno razpadla, leto pozneje pa je izšla še druga kompilacija All and the Best!. Kljub razpadu se je Tadej Ropoša odločil nadaljevati z Železobetonom. Nekaj časa je projekt pustil stati in se vmes pridružil drugim skupinam, leta 2006 pa je Železobeton znova oživel. Od originalne postave je ostal le Tadej. Od ponovnega delovanja so leta 2007 izdali svoj prvenec I Don't Know?!, naslednje leto pa še split Thrash Till Grob v sodelovanju s slovenskima thrash metal skupinama Interceptor in Sarcasm.
Temu navkljub Železobeton prej kot z omenjenima bendoma raje primerjajo s thrasherji tipa Thraw in Eruption. Tudi po ponovnem združenju skupina nadaljuje z igranjem old school thrash metala kot v starih časih.

## Člani skupine
- Tadej Ropoša – vokal, kitara (1988-1994, 2006–sedaj)
- Andrej Gorčan – bas (2006–sedaj)
- Robert Ferencek – kitara (2006–sedaj);
- Miha Horvat – bobni, (2017–sedaj);

## Diskografija
- Sound of the Building Ground 1991) Kompilacija
- All and the Best! (1994) Kompilacija
- I Don't Know?! (2007)
- Thrash Till Grob (2008) Split